# PIP4K2C
PIP4K2C (англ. Phosphatidylinositol-5-phosphate 4-kinase type 2 gamma) – білок, який кодується однойменним геном, розташованим у людей на короткому плечі 12-ї хромосоми. Довжина поліпептидного ланцюга білка становить 421 амінокислот, а молекулярна маса — 47 300.
| 10         |  | 20         |  | 30         |  | 40         |  | 50         |
| ---------- |  | ---------- |  | ---------- |  | ---------- |  | ---------- |
| MASSSVPPAT |  | VSAATAGPGP |  | GFGFASKTKK |  | KHFVQQKVKV |  | FRAADPLVGV |
| FLWGVAHSIN |  | ELSQVPPPVM |  | LLPDDFKASS |  | KIKVNNHLFH |  | RENLPSHFKF |
| KEYCPQVFRN |  | LRDRFGIDDQ |  | DYLVSLTRNP |  | PSESEGSDGR |  | FLISYDRTLV |
| IKEVSSEDIA |  | DMHSNLSNYH |  | QYIVKCHGNT |  | LLPQFLGMYR |  | VSVDNEDSYM |
| LVMRNMFSHR |  | LPVHRKYDLK |  | GSLVSREASD |  | KEKVKELPTL |  | KDMDFLNKNQ |
| KVYIGEEEKK |  | IFLEKLKRDV |  | EFLVQLKIMD |  | YSLLLGIHDI |  | IRGSEPEEEA |
| PVREDESEVD |  | GDCSLTGPPA |  | LVGSYGTSPE |  | GIGGYIHSHR |  | PLGPGEFESF |
| IDVYAIRSAE |  | GAPQKEVYFM |  | GLIDILTQYD |  | AKKKAAHAAK |  | TVKHGAGAEI |
| STVHPEQYAK |  | RFLDFITNIF |  | A          |  |            |  |            |

A: Аланін

C: Цистеїн

D: Аспарагінова кислота

E: Глутамінова кислота

F: Фенілаланін

G: Гліцин

H: Гістидин

I: Ізолейцин

K: Лізин

L: Лейцин

M: Метіонін

N: Аспарагін

P: Пролін

Q: Глутамін

R: Аргінін

S: Серин

T: Треонін

V: Валін

W: Триптофан

Кодований геном білок за функціями належить до трансфераз, кіназ, фосфопротеїнів. 
Задіяний у таких біологічних процесах, як ацетилювання, альтернативний сплайсинг. 
Білок має сайт для зв'язування з АТФ, нуклеотидами. 
Локалізований у цитоплазмі, мембрані.